# 슈퍼미니컴퓨터

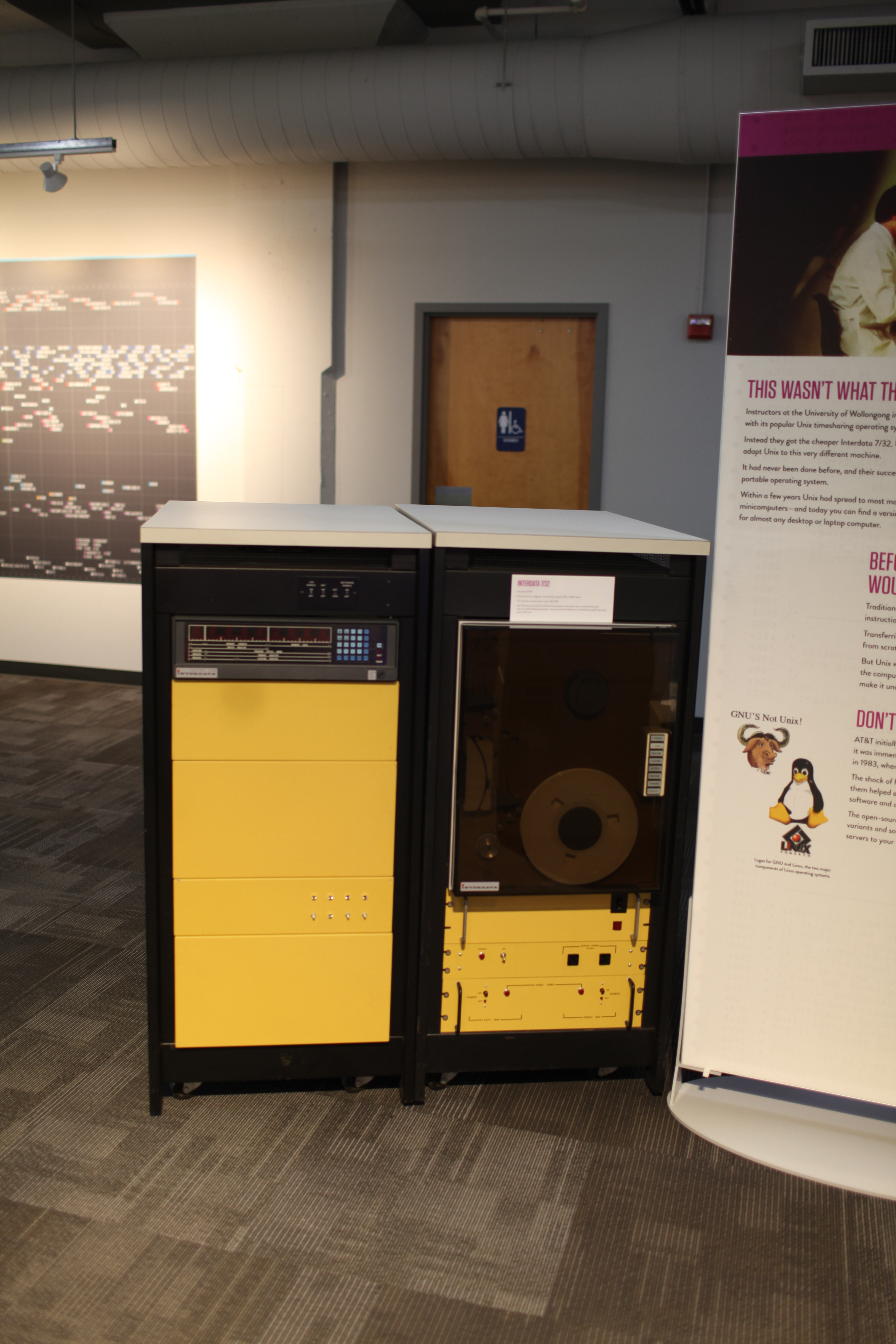
슈퍼미니컴퓨터 (인터데이터 7/32)

슈퍼미니컴퓨터(superminicomputer), 구어체로 슈퍼미니(supermini)는 고급형 미니컴퓨터를 말한다. 이 용어는 1970년대 중후반에 도입된 새로운 32비트 아키텍처 미드레인지 컴퓨터와 그 이전의 기존 16비트 시스템을 구별하는 데 사용된다. 이러한 컴퓨터의 개발은 더 큰 메모리를 처리하기 위한 응용 프로그램의 필요성에 의해 주도되었다. 이전에는 이러한 시스템을 지칭하기 위해 미디컴퓨터(midicomputer)라는 용어가 사용되었다. 가상 메모리는 종종 이 클래스의 시스템에 포함되도록 고려되는 추가 기준이었다. 이들 컴퓨터의 계산 속도는 16비트 미니컴퓨터보다 훨씬 빨랐으며 소형 메인프레임 컴퓨터의 성능에 근접했다. 이름은 때때로 구체적인 정의가 부족한 "마케터"가 만든 "경박한" 용어로 설명되었다. 시스템 클래스를 설명하는 것은 역사적으로 문제가 있는 것으로 간주되었다. "컴퓨터 왕국에서 장비의 분류학적 분류는 과학이라기보다는 흑마술에 가깝다." 이 클래스에 어떤 시스템을 포함해야 하는지에 대해 약간의 의견 차이가 있다. 이름의 유래는 확실하지 않다.
기술이 빠르게 발전함에 따라 미니컴퓨터와 슈퍼미니컴퓨터 성능의 차이가 모호해졌다. 메인프레임 컴퓨터를 판매하는 회사에서는 슈퍼미니 컴퓨터와 동일한 가격과 성능 범위의 컴퓨터를 제공하기 시작했다. 1980년대 중반에는 슈퍼미니컴퓨터의 하드웨어 아키텍처를 갖춘 마이크로프로세서가 과학 및 엔지니어링 워크스테이션을 생산하는 데 사용되었다. 이후 미니컴퓨터 산업은 1990년대 초반까지 쇠퇴했다. 이 용어는 이제 더 이상 사용되지 않는 것으로 간주되지만 컴퓨터 역사를 공부하는 학생/연구자들에게는 여전히 관심의 대상으로 남아 있다.